# Jan Tummers
Jan Tummers (Geulle, 8 april 1942) is een Nederlands voormalig wielrenner die van 1965 tot 1969 prof was. 
Voor Tummers in 1965 prof werd won hij onder anderen een etappe in de Triptyque Ardennais in 1962 en de Ronde van Limburg in 1964. Hij ging in 1967 van start in de Ronde van Italië, maar hij wist deze niet uit te rijden. Datzelfde jaar werd hij tiende in de Amstel Gold Race.

## Palmares
1962
2e etappe A Triptyque Ardennais
1964
Ronde van Limburg
1966
Goirle
Melsele